# Le Grand Homme
Pour plus de détails, voir Fiche technique et Distribution.
Le Grand Homme est un film dramatique français réalisé par Sarah Leonor et sorti en 2014.

## Synopsis
Deux amis, Markov, réfugié tchéchène, et Hamilton, légionnaires en Afghanistan, tombent dans une embuscade ; Hamilton est gravement blessé et sauvé par Markov mais ce dernier commet une faute militaire qui lui fait perdre l'obtention de la nationalité française. Retourné à la vie civile, Markov, sans papiers et sans emploi récupère Khadji, son fils âgé de 11 ans qui était confié à des réfugiés illégaux. Hamilton, soigné en France, a obtenu une carte d'identité française, il la prête à Markov pour qu'il puisse trouver un emploi et s'occuper de son fils, mais brusquement il disparait. C'est Hamilton qui va devoir gérer la situation délicate de Khadji.

## Fiche technique
- Titre : Le Grand Homme
- Réalisation : Sarah Leonor
- Scénario : Emmanuelle Jacob et Sarah Leonor
- Photographie : Laurent Desmet
- Montage : François Quiquere
- Musique : Martin Wheeler
- Son : Philippe Grivel
- Producteur : Michel Klein et Frantz Richard
- Production : Les Films Hatari et Le Studio Orlando, en association avec les SOFICA Cinémage 8 et Indéfilms 2
- Distribution : BAC Films
- Pays d'origine :  France
- Genre : drame
- Durée : 107 minutes
- Date de sortie : France - 13 août 2014

## Distribution
- Jérémie Renier : Hamilton / Michaël Hernandez
- Surho Sugaipov : Markov / Murad Masaev
- Ramzan Idiev : Khadji Masaev, le fils de Murad
- Daniel Fassi : un gradé afghan
- Jean-Yves Ruf : le colonel Lacour
- Miglen Mirtchev : Johnson
- Sabine Massé : Sabina
- Paul Massé : Magomed
- Michel Klein : le directeur de l'école
- Sava Lolov : Dr Arnold
- Guillaume Verdier : le sergent-chef Gao
- Adrien Michaux : le policier
- Emmanuelle Jacob : la pharmacienne

## Autour du film
- La réalisatrice Sarah Leonor s’est inspirée de l’Épopée de Gilgamesh, légende antique de Mésopotamie qui conte les aventures du jeune roi Gilgamesh et de son jumeau antagoniste, Enkidu.